# 박하나
박하나(1985년 7월 25일 ~ )는 대한민국의 배우이다. 과거 2003년에 혼성 그룹인 퍼니로 가수 활동을 했었다.

## 학력
- 진선여자고등학교 (졸업)
- 백제예술대학교 (실용음악과 04학번 / 전문학사)

## 출연작
- 2012년 tvN TV수목 미니시리즈 《일년에 열두남자》
- 2012년 CHANNEL TV주말 미니시리즈 《판다양과 고슴도치》 ... 박하나 역
- 2013년 MBCTV주말 특별기획 드라마 《백년의 유산》 ... 15회 특별출연 역 (특별출연)
- 2013년 MBC 수목 미니시리즈 《투윅스》 ... 장영자 역
- 2013년 ~ 2014년 MBC 수목 미니시리즈 《미스코리아》 ... 한소진 역
- 2013년 ~ 2014년 MBC 월화 특별기획 드라마 《기황후》 ... 우희 역
- 2014년 ~ 2015년 MBC 저녁 일일 특별기획 드라마 《압구정 백야》 ... 백야 (백선동) 역
- 2015년 KBS2 단막극 《KBS 드라마 스페셜 - 붉은 달》 ... 혜경궁 역
- 2015년 MBN 2부작 추석특집극 《엄마니까 괜찮아》 ... 서지원 역
- 2016년 KBS2 저녁 일일연속극 《천상의 약속》 ... 장세진 / 이세진 역
- 2016년 KBS2 단막극 《KBS 드라마 스페셜 - 즐거운 나의 집》 ... 손지아 역
- 2016년 KBS1 저녁 일일연속극 《빛나라 은수》 ... 김빛나 역
- 2016년 KBS2 8부작 미니시리즈 《란제리 소녀시대》 ... 홍도화 역
- 2017년 웹 드라마 《뜻밖의 히어로즈》 ... 노들희 역
- 2018년 KBS2 저녁 일일연속극 《인형의 집》 ... 홍세연 / 은경혜 역
- 2018년 MBC 토요 특별기획 드라마 《숨바꼭질》 ... 여배우 역 (특별출연)
- 2018년 ~ 2019년 KBS2 주말연속극 《하나뿐인 내편》 ... 성수현 역 (특별출연)
- 2019년 MBC 토요 특별기획 드라마 《슬플 때 사랑한다》 ... 성형 전 윤마리 역 (특별출연)
- 2019년 MBC 토요 특별기획 드라마 《이몽》 ... 차정임 역
- 2019년 tvN 월화 미니시리즈 《위대한 쇼》 ... 김혜진 역
- 2020년 KBS2 저녁 일일연속극 《위험한 약속》 ... 차은동 역
- 2020년 JTBC 수목 미니시리즈 《쌍갑포차》 ... 송미란 역 (1,3회 특별출연)
- 2021년 ~ 2022년 KBS2 주말연속극 《신사와 아가씨》 ... 조사라 역
- 2021년 KBS2 단막극 《희수》
- 2022년 NETFILX 8부작 금요 미니시리즈 《안나라수마나라》 ... 민지수 역
- 2022년 KBS2 TV 저녁 일일연속극 《태풍의 신부》 ... 은서연 / 강바람 / 진별 역
- 2024년 ~ 2025년 KBS1 TV 저녁 일일연속극 《결혼하자 맹꽁아!》- 맹공희 역

### 시트콤
- 2013년 KBS2 저녁 일일시트콤 《일말의 순정》 ... 정순정 언니 역

### 영화
- 2012년 《러브픽션》 ... 스튜어디스1 역
- 2013년 《캐치미》 ... 호태집 철가방 역
- 2015년 《몽골리안 프린세스》 ... 하나 역
- 2017년 《폐쇄병동》 ... 희수 역
- 2021년 《희수》
- 2022년 《귀못》 - 보영 역

### 뮤지컬
- 2009년 《샤우팅》
- 2010년 《그리스》 ... 프렌치 역

### 연극
- 2021년 《장수상회》 ... 김민정 역

### 뮤직 비디오
- 2008년 유키스 - 어리지 않아
- 2011년 빅마마 (박민혜), 퀸비 - 조금 멀리 있어도
- 2012년 차가운 체리 - Mr. Crazy

## 예능
- 2015년 MBC 《세바퀴》
- 2015년 KBS2 《1대 100》
- 2016년 MBC 《미스터리 음악쇼 복면가왕》 - SOS 해양구조대
- 2016년 tvN 《내 귀에 캔디》
- 2017년 KBS 《뷰티바이블 2017》
- 2017년 채널A 《풍문으로 들었쇼》 - 진행
- 2018년 SBS 《런닝맨》 - 게스트 출연 (2018년 12월 30일 488회 방송분 출연)
- 2018년 SBS 《살짝 미쳐도 좋아》
- 2018년 KBS JOY 《얼큰한 여자들》
- 2019년 MBC 《공유의 집》
- 2020년 SBS 《런닝맨》 - 게스트 출연 (2020년 2월 2일 방송분 출연)
- 2020년 JTBC 《아는 형님》
- 2021년 TV조선 《식객 허영만의 백반기행》 - 게스트 출연 (2021년 5월 21일 방송분 출연)
- 2022년 JTBC 《세계 다크투어》 - 고정출연
- 2023년 SBS 《골 때리는 그녀들 시즌3》 - fc액셔니스타 선수 (2023년)

## 음반
- 2012년 판다양과 고슴도치 OST Part 4 - 사랑이 멈추다

## 광고
- 공익광고 보건복지부 - 금연 캠페인
- 롯데제과 - 파스타스, 도리토스
- 아주캐피탈
- LG유플러스 - 지면
- 하이트진로 - 석수
- 하이마트
- 삼성전자 - 갤럭시S4
- 스킨젠
- 루즈스타

## 수상 및 후보
| 연도 | 시상식                    | 부문                           | 작품                     | 결과 |
| ---- | ------------------------- | ------------------------------ | ------------------------ | ---- |
| 2015 | 제10회 아시아모델상시상식 | 뉴스타상 연기자 부문           | 압구정 백야              | 수상 |
| 2015 | MBC 연기대상              | 연속극부문 여자 신인연기상     | 압구정 백야              | 수상 |
| 2016 | KBS 연기대상              | 일일극부문 여자 우수연기상     | 천상의 약속              | 후보 |
| 2018 | KBS 연기대상              | 일일극부문 여자 우수연기상     | 인형의 집                | 수상 |
| 2020 | KBS 연기대상              | 일일드라마부문 여자 우수연기상 | 위험한 약속              | 수상 |
| 2021 | KBS 연기대상              | 장편드라마부문 여자 우수연기상 | 신사와 아가씨            | 수상 |
| 2022 | 제8회 에이판 스타 어워즈  | 연속극부문 여자 우수연기상     | 신사와 아가씨            | 후보 |
| 2022 | KBS 연기대상              | 여자 최우수연기상              | 태풍의 신부              | 후보 |
| 2022 | KBS 연기대상              | 일일드라마부문 여자 우수연기상 | 태풍의 신부              | 수상 |
| 2022 | KBS 연기대상              | 여자 드라마 스페셜·TV 시네마상 | KBS 드라마 스페셜 - 귀못 | 후보 |
| 2024 | KBS 연기대상              | 여자 최우수연기상              | 결혼하자 맹꽁아!         | 후보 |
| 2024 | KBS 연기대상              | 일일드라마부문 여자 우수연기상 | 결혼하자 맹꽁아!         | 수상 |